# キーナン・ウィン
キーナン・ウィン（Keenan Wynn 本名：Francis Xavier Aloysius James Jeremiah Keenan Wynn, 1916年7月27日 - 1986年10月14日）は、アメリカ合衆国の俳優。
ニューヨーク生まれ。父は俳優のエド・ウィン、母方の祖父フランク・キーナンも俳優という芸能一家に育つ。父はユダヤ系で母はアイルランド系。ハリウッドの大作からB級映画、果てはマカロニ・ウェスタンなどのイタリア映画まで幅広く出演した。
私生活では3回結婚しており、計5人の子供をもうけている。息子の1人、トレイシー・キーナン・ウィンは脚本家になった。また、最初に結婚した元舞台女優のイヴ・アボットは、1947年にウィンと離婚した4時間後に、彼の親友で俳優のヴァン・ジョンソンと電撃再婚している。
1986年10月14日、膵癌闘病の末に死去、70歳。

## 主な出演作品

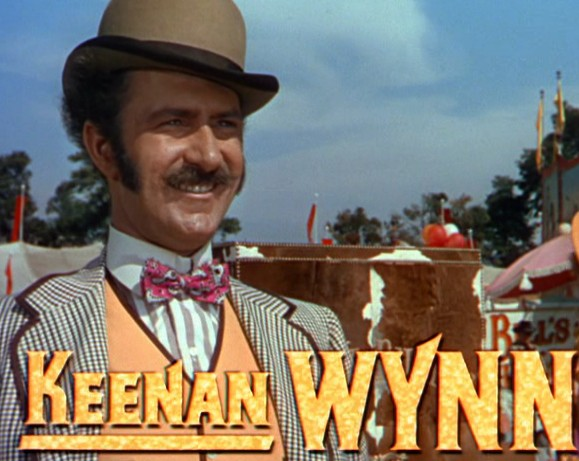
『アニーよ銃をとれ』より

- フォー・ミー・アンド・マイ・ギャル For Me and My Gal (1942)(クレジット無し)
- 迷へる天使 Lost Angel (1943)
- 君去りし後 Since You Went Away (1944)
- ジーグフェルド・フォリーズ Ziegfeld Follies (1946)
- 自信売ります The Hucksters (1947)
- 影なき男の息子 Song of the Thin Man (1947)
- 三銃士 The Three Musketeers (1948)
- 水着の女王 Neptune's Daughter (1949)
- 土曜は貴方に Three Little Words (1950)
- アニーよ銃をとれ Annie Get Your Gun (1950)
- 恋愛準決勝戦 Royal Wedding (1951)
- ザ・ベル・オブ・ニューヨーク The Bell of New York (1952)
- キス・ミー・ケイト Kiss Me Kate (1953)
- 兄弟はみな勇敢だった All the Brothers Were Valiant (1953)
- 第八ジェット戦闘機隊 Men of the Fighting Lady (1954)
- ガラスの靴 The Glass Slipper (1955)
- 灰色の服を着た男 The Man in the Gray Flannel Suit (1956)
- ジョニー・コンチョ Johnny Concho (1956)
- 東京特ダネ部隊 Joe Butterfly (1957)
- Z旗あげて Don't Go Near the Water (1957)
- 愛する時と死する時 A Time to Love and a Time to Die (1958)
- 休暇はパリで The Perfect Furlough (1958)
- 私はそんな女 That Kind of Woman (1959)
- 波も涙も暖かい A Hole in the Head (1959)
- うっかり博士の大発明 フラバァ The Absent-minded Professor (1961)
- フラバァ・デラックス Son of Flubber (1963)
- 銃殺指令 Man in the Middle (1964)
- 博士の異常な愛情 または私は如何にして心配するのを止めて水爆を愛するようになったか Dr. Strangelove or: How I Learned to Stop Worrying and Love the Bomb (1964)
- ビキニ・ビーチ Bikini Beach (1964)
- 底抜けいいカモ The Patsy (1964)
- 卑怯者の勲章 The Americanization of Emily (1964)
- グレートレース The Great Race (1965)
- のぞき Promise Her Anything (1965)
- ビッグジム The Night of The Grizzly (1966)
- 駅馬車 Stagecoach (1966)
- 海底世界一周 Around the World Under the Sea (1966)
- 消えた拳銃 Warning Shot (1967)
- 戦う幌馬車 The War Wagon (1967)
- 殺しの分け前/ポイント・ブランク Point Blank (1967)
- フィニアンの虹 Finian's Rainbow (1968)
- ウエスタン C'era una volta il West/Once Upon a Time in the West (1968)
- マッケンナの黄金 Mackenna's Gold (1969)
- ネーム・オブ・ザ・ゲーム The Name of the Game  (1969-1970) テレビドラマ
- サンタが街にやってくる Santa Claus Is Coming to Town (1970) テレビアニメ映画、声の出演
- 課外教授 Pretty Maids All In A Row (1971)
- 恐怖のエアポート Terror in the Sky (1971)
- 西部二人組 Alias Smith and Jones (1971-1972) テレビドラマ
- メカニック The Mechanic (1972)
- 雪だるま超特急 Snowball Express (1972)
- 続ラブ・バッグ Herbie Rides Again (1974)
- 新ドミノ・ターゲット/恐るべき相互殺人 The Internecine Project (1974)
- 事件記者コルチャック Kolchak: The Night Stalker (1974-1975) テレビドラマ
- ナッシュビル Nashville (1975)
- 魔鬼雨 The Devil's Rain (1975)
- ザッツ・エンタテインメント PART II That's Entertainment! part II (1975)
- 新・ぼくはむく犬 The Shaggy D.A. (1976)
- オルカ Orca (1977)
- SFレーザーブラスト Laserblast (1978)
- ピラニア Piranha (1978)
- スーパートレイン／豪華原子力超特急・謎の連続殺人事件 Supertrain: Express to Terror (1979) テレビ映画
- ゴールド・ハンター The Treasure Seekers (1979)
- サンバーン Sunburn (1979)
- クローン・シティ/悪夢の無性生殖 Parts: The Clonus Horror (1979)
- ダラス Dallas (1979-1980) テレビドラマ
- チミノ夫人のピアノ A Piano for Mrs. Cimino (1982) テレビ映画
- 結婚しない族 Best Friends (1982)
- SFザ・ウェーブ/地球外生物からのSOS! Wavelength (1983)
- ブラックライダー Black Moon Rising (1986)